# Dichocarpum malipoenense
Dichocarpum malipoenense är en ranunkelväxtart som beskrevs av D.D. Tao. Dichocarpum malipoenense ingår i släktet Dichocarpum och familjen ranunkelväxter. Inga underarter finns listade i Catalogue of Life.